# Boidobra
Boidobra é uma vila portuguesa que é sede da Freguesia de Boidobra do Município de Covilhã, freguesia com 16,26 km² de área e 3167 habitantes (censo de 2021), tendo, assim, uma densidade populacional de 194,8 hab./km².
Com origens referenciadas ao século XII, a povoação de Boidobra foi elevada à categoria de vila em 20 de maio de 1993.

## Demografia
A população registada nos censos foi:
| Distribuição da População por Grupos Etários | Distribuição da População por Grupos Etários | Distribuição da População por Grupos Etários | Distribuição da População por Grupos Etários | Distribuição da População por Grupos Etários |
| -------------------------------------------- | -------------------------------------------- | -------------------------------------------- | -------------------------------------------- | -------------------------------------------- |
| Ano                                          | 0-14 Anos                                    | 15-24 Anos                                   | 25-64 Anos                                   | > 65 Anos                                    |
| 2001                                         | 549                                          | 419                                          | 1590                                         | 301                                          |
| 2011                                         | 536                                          | 369                                          | 1926                                         | 415                                          |
| 2021                                         | 454                                          | 354                                          | 1724                                         | 635                                          |

## Toponímia
A origem mais provável do nome «Boidobra» será o topónimo céltico Botóbriga, que, por sinal, terá sido o nome da localidade durante o período celtibero.
Há uma teoria minoritária de que a origem do nome poderá antes ser o nome árabe "Abu ad-Dobra", que teria pertencido a um general mouro, cuja passagem pelo território que se viria a tornar em Boidobra é algo incerta, se não mesmo apócrifa.

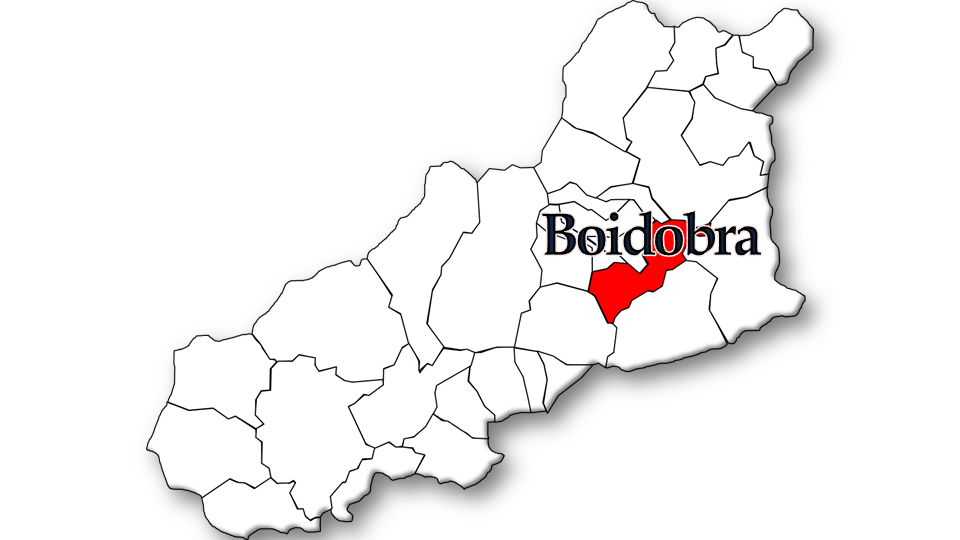
Localização no Município de Covilhã

## Património
- Igreja de Santo André e respectivo campanário (matriz);
- Capela de Nossa Senhora da Estrela (vestígio da Ordem de Cister)[9];
- Capela de S. Luís;
- Ponte romana;
- Vestígios castrejos e de villa romana da Quinta do Corge.

## Equipamentos
- Data Center da Covilhã

## Política

### Eleições autárquicas - Junta de Freguesia
| Partido      | %    | M    | %    | M    | %    | M    | %    | M    | %    | M    | %    | M    | %    | M    | %    | M    | %    | M    | %    | M    | %    | M    | %    | M    |
| Partido      | 1976 | 1976 | 1979 | 1979 | 1982 | 1982 | 1985 | 1985 | 1989 | 1989 | 1993 | 1993 | 1997 | 1997 | 2001 | 2001 | 2005 | 2005 | 2009 | 2009 | 2013 | 2013 | 2014 | 2014 |
| ------------ | ---- | ---- | ---- | ---- | ---- | ---- | ---- | ---- | ---- | ---- | ---- | ---- | ---- | ---- | ---- | ---- | ---- | ---- | ---- | ---- | ---- | ---- | ---- | ---- |
| PS           | 57,8 | 5    | 64,8 | 7    | 59,6 | 8    | 44,3 | 4    | 47,7 | 3    | 20,9 | 2    | 17,8 | 1    |      |      | 13,0 | 1    | 17,7 | 1    | 32,9 | 3    |      |      |
| FEPU/APU/CDU | 17,2 | 1    | 16,8 | 1    | 25,5 | 3    | 41,4 | 4    |      |      | 59,2 | 6    | 55,6 | 6    | 66,8 | 7    | 57,2 | 6    | 45,7 | 5    | 36,0 | 4    | 53,4 | 5    |
| CDS-PP       | 10,1 | 1    |      |      |      |      |      |      |      |      |      |      |      |      |      |      |      |      |      |      |      |      |      |      |
| PPD/PSD      | 8,3  |      |      |      |      |      | 12,2 | 1    |      |      | 15,2 | 1    | 23,1 | 2    | 28,4 | 2    | 25,2 | 2    | 33,3 | 3    |      |      |      |      |
| AD           |      |      | 16,0 | 1    | 16,8 | 2    |      |      |      |      |      |      |      |      |      |      |      |      |      |      |      |      |      |      |
| PCP-PEV-PRD  |      |      |      |      |      |      |      |      | 48,2 | 5    |      |      |      |      |      |      |      |      |      |      |      |      |      |      |
| IND          |      |      |      |      |      |      |      |      |      |      |      |      |      |      |      |      |      |      |      |      | 16,3 | 1    | 44,1 | 4    |
| IND          |      |      |      |      |      |      |      |      |      |      |      |      |      |      |      |      |      |      |      |      | 8,7  | 1    |      |      |

## Cultura
- Centro Interpretativo de Artes Tradicionais da Boidobra - dedica-se à divulgação das memórias da população da Boidobra.

## Geminações
A vila de Boidobra está geminada com:
- Duppigheim, Estrasburgo, França